# Олд Фірм
Олд Фірм (англ. Old Firm) — історичне протистояння шотландських футбольних клубів «Селтік» та «Глазго Рейнджерс», що базуються в найбільшому місті країни — Глазго.

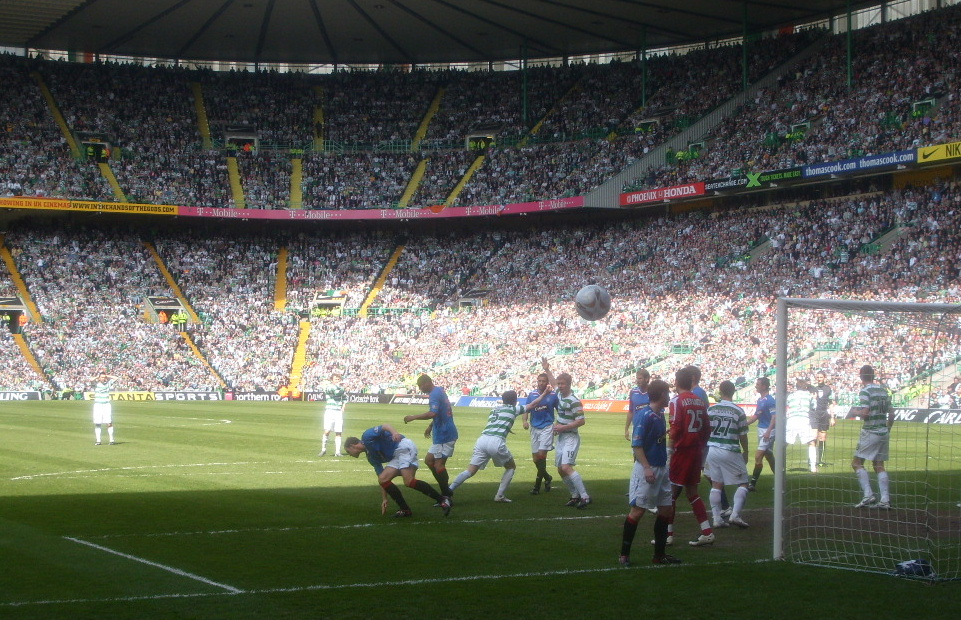
Матч між Селтіком та Рейнджерс 27 квітня 2008

## Історія
Походження назви даного дербі неясне. Одна теорія стверджує, що вираз виник з дня першого матчу між клубами, тобто 1888 року, тому і знайти істину неможливо. Проте, шотландський історик футболу Вільям Мюрей вважає, що «Стара Фірма» зобов'язана своєю назвою комерційним доходами команд від зустрічі між собою, які є рекордними в країні. Ще по одній із версій дана назва для дербі була придумана з метою демонстрації домінуючого становища клубів у місцевому футболі.
Після завершення сезону 2024–25 «Рейнджерс» та «Селтік» вибороли на двох 76 Кубків Шотландії та 110 титулів чемпіона країни (по 55 перемог «Рейнджерс» та «Селтік»). Домінування клубів переривалось всього лише двічі — в середині 80-х років на футбольну авансцену шотландського футболу вийшли представники так званої «Нової Фірми» (англ. New Firm), команди «Абердин» та «Данді Юнайтед». Другий випадок трапився в сезоні 2006–07 років, коли по результатам першості країни единбурзький «Гарт оф Мідлотіан» зміг вклинитись між командами, завоювавши срібні медалі чемпіонату Шотландії.
Станом на 4 травня 2025 року «Рейнджерс» та «Селтік» провели між собою 446 матчів, 171 перемогу в них отримали футболісти «Глазго», 170 — «кельти», 105 поєдинків завершились нічийним результатом. В кожному сезоні клуби зустрічаються по чотири рази в рамках чемпіонату країни, до цих ігор інколи додаються поєдинки обох кубків Шотландії.
Обидва клуби мають шалену підтримку зі сторони вболівальників, причому не тільки у Глазго, але і по всьому світу. Продаж прав на телетрансляції поєдинків «Old Firm» приносить в бюджет «гірської» країни в середньому 120 мільйонів фунтів стерлінгів щорічно.

## Статистика матчів
Станом на 24 травня 2025
| Турнір                    | Матчів | Рейнджерс | Селтік | Нічиї | М'ячі   |
| ------------------------- | ------ | --------- | ------ | ----- | ------- |
| Шотландська ліга          | 339    | 129       | 118    | 92    | 479:463 |
| Кубок Шотландії з футболу | 55     | 18        | 27     | 10    | 67:82   |
| Кубок Ліги                | 52     | 24        | 25     | 3     | 71:79   |
| Разом                     | 446    | 171       | 170    | 105   | 617:624 |

Примітка: Статистика враховує матч плей-оф 1904—1905 років, клуби набрали однакову кількість очок в чемпіонаті. Селтік здобув перемогу 2–1.

## Трофеї клубів
Станом на 24 травня 2025
| Селтік      | Турніри                              | Рейнджерс |
| ----------- | ------------------------------------ | --------- |
| Національні |                                      |           |
| 55          | Список чемпіонів Шотландії з футболу | 55        |
| 42          | Кубок Шотландії                      | 34        |
| 22          | Кубок шотландської ліги              | 28        |
| 119         | Разом                                | 117       |
| Міжнародні  |                                      |           |
| 1           | Ліга чемпіонів УЄФА                  | —         |
| —           | Кубок володарів кубків УЄФА          | 1         |
| 1           | Разом                                | 1         |
| 120         | Всіх разом                           | 118       |

## Найбільші перемоги

### Селтік
- Селтік 7–1 Рейнджерс 19 жовтня 1957. Кубок шотландської ліги
- Селтік 5–0 Рейнджерс 21 березня 1925. Кубок Шотландії з футболу
- Селтік 5–0 Рейнджерс 29 квітня 2018. Прем'єршип
- Селтік 6–2 Рейнджерс 1 січня 1896. Шотландська футбольна ліга
- Селтік 6–2 Рейнджерс 1 січня 1939. Шотландська футбольна ліга
- Селтік 6–2 Рейнджерс 27 серпня 2000. Прем'єр-ліга
- Селтік 5–1 Рейнджерс 1 січня 1966. Шотландська футбольна ліга
- Селтік 5–1 Рейнджерс 21 листопада 1998. Прем'єр-ліга
- Рейнджерс 1–5 Селтік 29 квітня 2017. Прем'єр-ліга
- Рейнджерс 0–4 Селтік 1 січня 1898. Шотландська футбольна ліга
- Селтік 4–0 Рейнджерс 10 березня 1900. Кубок Шотландії з футболу
- Селтік 4–0 Рейнджерс 1 січня 1914. Шотландська футбольна ліга
- Селтік 4–0 Рейнджерс 26 квітня 1969. Фінал Кубка Шотландії
- Рейнджерс 0–4 Селтік 15 квітня 2018. Кубок Шотландії з футболу[10]
- Селтік 4–0 Рейнджерс 3 вересня 2022. Прем'єршип

### Рейнджерс
- Рейнджерс 5–0 Селтік 1 січня 1894. Шотландська футбольна ліга
- Рейнджерс 5–1 Селтік 27 серпня 1988. Шотландська футбольна ліга
- Рейнджерс 5–1 Селтік 26 листопада 2000. Прем'єр-ліга
- Селтік 1–5 Рейнджерс 10 вересня 1960. Шотландська футбольна ліга
- Селтік 0–4 Рейнджерс 1 січня 1899. Шотландська футбольна ліга
- Рейнджерс 4–0 Селтік 14 квітня  1928. Кубок Шотландії з футболу
- Рейнджерс 4–0 Селтік 26 березня 2000. Прем'єр-ліга